# Torneio Quadrangular Internacional da Costa Rica
O Torneio Quadrangular Internacional da Costa Rica ou Torneio Quadrangular de San José foi um torneio de futebol amistoso disputado na Costa Rica na década de 1950, durante as viradas de ano.

## Edição de 1957–58
Esta edição foi disputada entre os dias 25 de dezembro de 1957 e 12 de janeiro de 1958. O Huracán sagrou-se campeão com três vitórias.

### Jogos
1ª rodada
- Alajuelense 0–3 Huracán
- Huracán 1–0 Saprissa

2ª rodada
- Botafogo 0–0 Alajuelense
- Huracán 3–0 Botafogo

3ª rodada
- Botafogo 1–1 Saprissa[nota 1]
- Saprissa 0–1 Alajuelense

### Classificação final
| Pos | Times       | Pts | J | V | E | D | GP | GC | SG |
| --- | ----------- | --- | - | - | - | - | -- | -- | -- |
| 1   | Huracán     | 6   | 3 | 3 | 0 | 0 | 7  | 0  | +7 |
| 2   | Alajuelense | 3   | 3 | 1 | 1 | 1 | 1  | 3  | –2 |
| 3   | Saprissa    | 2   | 3 | 1 | 0 | 2 | 3  | 2  | +1 |
| 4   | Botafogo    | 1   | 3 | 0 | 1 | 2 | 0  | 6  | –6 |

## Edição de 1958–59
Esta edição foi disputada entre os dias 28 de dezembro de 1958 e 11 de janeiro de 1959. O Bangu sagrou-se campeão com duas vitórias e um empate.

### Jogos
1ª rodada
- Bangu 1–1 Saprissa
- Alajuelense 0–4 Dukla Praga

2ª rodada
- Bangu 2–1 Alajuelense
- Saprissa 2–1 Dukla Praga

3ª rodada
- Bangu 1–0 Dukla Praga
- Saprissa 1–2 Alajuelense

### Classificação final
| Pos | Times       | Pts | J | V | E | D | GP | GC | SG |
| --- | ----------- | --- | - | - | - | - | -- | -- | -- |
| 1   | Bangu       | 5   | 3 | 2 | 1 | 0 | 4  | 2  | +2 |
| 2   | Saprissa    | 3   | 3 | 1 | 1 | 1 | 4  | 4  | 0  |
| 3   | Dukla Praga | 2   | 3 | 1 | 0 | 2 | 5  | 3  | +2 |
| 4   | Alajuelense | 2   | 3 | 1 | 0 | 2 | 3  | 7  | –4 |